# Campidoglio (Phoenix)
Il Campidoglio di Phoenix (in inglese Arizona State Capitol) è la sede governativa dello Stato dell'Arizona, negli Stati Uniti d'America.
Fu completato nel 1900 dall'architetto James Riely Gordon in stile neoclassico.